# Lezginka

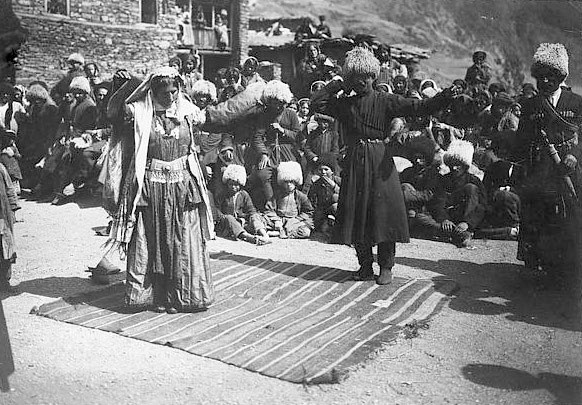
Grupa Lezginów tańcząca lezginkę, wieś Achty w Dagestanie (1900)

Lezginka (zwana też islamey lub czeczenką, lezgiński. Лезги кьуьл, ros. лезгинка) – tradycyjny, ludowy taniec kaukaski, o tempie żywym, w metrum 6/8. Wywodzi się od ludu Lezginów, zamieszkujących południowo-wschodni Dagestan na północnym Kaukazie i północny Azerbejdżan, a obecnie znany jest w wielu rozmaitych wersjach, często charakterystycznych dla poszczególnych regionów Kaukazu. 
Lezginka tańczona bywa pojedynczo, w parach lub zbiorowo. W czasie tańca mężczyźni z reguły mają przypięte z przodu do ubrania krótkie miecze. Lezginka charakteryzuje się drobnymi, szybkimi krokami, gwałtownymi ruchami ramion i ciała. Charakterystyczna jest dla niej także poza orła, z lekko wzniesionymi do góry, „rozpiętymi” ramionami. W trakcie tańca tancerze niejednokrotnie upadają na kolana i podnoszą się. Gdy lezginka tańczona jest w parach, pary nie dotykają się, mężczyźni tańczą bardziej dynamicznie, a kobiety znacznie spokojniej.
W stolicy Dagestanu, Machaczkale, od 2000 roku odbywa się doroczny międzynarodowy konkurs muzyki i tańca lezginki.